# Домаћин (филм из 2006)
Домаћин (енгл. The Host) је јужнокорејски хорор филм режисера Бонг Џун-хоа. Радња се врти око корејске породице која покушава да спасе своју кћерку коју је отело дивовско чудовиште које се скрива у реци Хан.

## Улоге
| Глумац       | Улога         |
| ------------ | ------------- |
| Сонг Канг-хо | Парк Ганг-ду  |
| Бјун Хи-бонг | Парк Хи-бонг  |
| Парк Хае-ил  | Парк Нам-ил   |
| Бае Дона     | Парк Нам-јо   |
| Го Ах-сунг   | Парк Хјун-сео |